# Oichalia (Trikala)
Oichalia  este un oraș în Grecia în prefectura Trikala.